# Sirihuani
El Sirihuani és una muntanya de la serralada Urubamba, una secció dels Andes que es troba al Perú. El cim s'eleva fins als 5.359 msnm. Es troba al departament de Cusco, a la frontera entre els districtes de Calca i Lares. És al nord-oest del Sahuasiray i el Canchacanchajasa, i al nord-est del Chicón.
La primera ascensió va tenir lloc el 1964.